# Сан-Хуан-де-лос-Рейес (Луис-Валенсуэла)
Сан-Хуан-де-лос-Рейес (Луис-Валенсуэла) (исп. San Juan de los Reyes (Luis Valenzuela)) — посёлок в юго-восточной части Мексики, на территории штата Веракрус. Входит в состав муниципалитета Анхель-Кабада.

## Географическое положение
Сан-Хуан-де-лос-Рейес расположен в юго-восточной части штата, на расстоянии приблизительно 184 километров к юго-востоку от города Халапа-Энрикеса, административного центра штата. Абсолютная высота — 26 метров над уровнем моря.

## Население
Согласно данным, полученным в ходе проведения официальной переписи 2005 года, в посёлке проживало 1715 человек (823 мужчины и 892 женщины). Насчитывалось 488 домов. По возрастному диапазону население распределилось следующим образом: 33,6 % — жители младше 18 лет, 54,2 % — между 18 и 59 годами и 12,2 % — в возрасте 60 лет и старше. Уровень грамотности среди жителей старше 15 лет составлял 80,7 %.
По данным переписи 2010 года, численность населения Сан-Хуан-де-лос-Рейеса составляла 1646 человек. Динамика численности населения посёлка по годам:
| 2000 | 2005 | 2010 |
| ---- | ---- | ---- |
| 1654 | 1715 | 1646 |